# Gymnich
Gymnich ist mit Mellerhöfe ein nordwestlicher Stadtteil von Erftstadt im Rhein-Erft-Kreis.

## Geographie
Gymnich liegt in der Niederung der mittleren Erft in der Jülich-Zülpicher Börde. Die Ortschaft im südlichen Rhein-Erft-Kreis grenzt an das Naherholungsgebiet Naturpark Rheinland und die Ausläufer des Villerückens.

## Geschichte

### Frühgeschichte und römische Zeit
Spuren der Frühzeit fanden sich auch in der Region Gymnich und belegen so eine weit in die Vergangenheit reichende Besiedlung des Gebietes. Südöstlich des heutigen Ortes wurde 2007, in einem „Im Griesfeld“ genannten Neubaugebiet, eine Bandkeramische Siedlung aus der Zeit um 5000 v. Chr. entdeckt und dokumentiert. Außer vier bis fünf Hausgrundrissen mit Längen von 21 bis zu 40 Metern und Breiten von 7,20 bis zu 7,80 Meter wurden Mahlsteinunterlagen, Tonscherben der Linearbandkeramik, Pfeilspitzen aus Feuerstein und Messerklingen gefunden. Einzelfunde von Keramikfragmenten konnten der Latènezeit zugeordnet werden.
Drei weitere Areale im Umfeld Gymnichs erbrachten Befunde zu Bauten der römischen Zeit. So eine villa rustica, ein Gebäudekomplex am südlichen Ortsrand und ein weiterer dieser Art in östlicher Richtung. Weitere Relikte wie Ziegelreste, Keramikbruchstücke aus einem Brunnenschacht, sowie Münzen aus dem 1. bis zum Ende des 4. Jahrhunderts belegten eine jahrhundertelange Besiedlung auch in diesem Zeitabschnitt Gymnicher Geschichte.

### Mittelalter
Gymnich wurde erstmals 1121 als „Gimnich“ erwähnt. Der Name wird von Geminiacum, der Siedlung des Geminius, hergeleitet.

#### Befestigte Dorfanlage
Die Ortschaft war wie viele andere der größeren Dörfer in dieser Zeit befestigt und schützte sich durch einen sie umgebenden Graben und dichte Dorfhecken. An den Dorfausgängen waren Falltore, die Falder genannt wurden, errichtet worden. Die Bezeichnungen „Auf dem Graben“ (heute Brüggener Straße) und „Vorpforte“ erinnern noch an die alte Dorfbefestigung. Der Verlauf der Straße „Am Büschel“, in früheren Urkunden „Am Büchel“ scheint darauf hinzuweisen, dass dort im Mittelalter eine befestigte Anlage, eine Turmhügelburg (Motte) stand.

#### Besitzungen und Herrschaftsverhältnisse
Am Anfang des 12. Jahrhunderts verteilten sich die Besitzungen im Ort noch auf mehrere Grundherren, den Erzbischof von Köln und die Grafen von Wied. Höfe oder Landbesitz im Ortsbereich besaßen das Reichsstift Essen, die zum Fronhof des Stiftes in Türnich gehörten und das Stift St. Andreas in Köln, der um 1230 in Erbpacht vergeben worden war.
Nachdem der Kölner Erzbischof Anno einen Teil seines Gymnicher Besitzes seiner Siegburger Gründung, der Benediktinerabtei geschenkt hatte, erweiterte diese um 1125 ihren Besitz vor Ort durch den Erwerb eines Gutes des Ruker von Wied im Tausch gegen andere Güter. Dies war ein Gut („prädium“) mit Vogtei und Zehntrechten. Mit der Vogtei der erworbenen Grundherrschaft wurde der 1139 genannte „Azelin von Gimnich“, ein erzbischöflicher Ministeriale, „ministerialis sancti Petri“ belehnt, der die caminata des Abtes als Wohnsitz nahm. Er gehörte zur Familie der Reichsministerialen von Gimmenich, die aus der Gegend von Aachen stammte und deren Nachkommen eine Generation später in den Ritterstand aufstiegen. Ein Verwandter Azelins war „Reinhard von Gimmenich“, der Vater des Aachener Schultheißen „Arnold von Gimmenich“, dessen Nachkommen Ansprüche auf die Vogtei und Besitzungen in Gymnich stellten.
Wie in der Chronik der Stadt Erftstadt dokumentiert ist, tauscht Wenemar von Gymnich am 2. August 1276 aus seinem Besitz Buschfeld gegen das im Besitz seiner Schwester Beatrix (als Witwe des Johann von Kerpen) und deren Kinder befindliche Königsgut der Burg zu Kerpen ein. Im Mai 1281 bittet der englische König Eduard I. in einem Schreiben an den damaligen deutschen König Rudolf I. von Habsburg, die Reichsburgen Kerpen und Werden an Wenemar von Gymnich zu übertragen und verwendet sich für dessen Bruder, den damaligen Propst zu Wetzlar. Woraufhin König Rudolf I. von Habsburg am 16. Mai 1281 die Belehnung des "herrlich gelobten Wenemar von Gemenich" und dessen Erben beiderlei Geschlechts mit der Burg Kerpen (an der Erft zwischen Köln und Düren) und allem Zubehör, so wie sie Wenemar von seiner Schwester Beatrix erkauft habe, beurkundend vornimmt.
Nur ein Jahr nach seiner eigenen Belehnung im Mai 1282 verkauft Wenemar von Gymnich seine Burg Kerpen an Herzog Johann I. von Brabant (, dem Erben des väterlichen Titels „kaiserlicher Schirmvogt am Niederrhein zwischen Maas und Rhein, Eifel und Nordsee“ und dem Burgerwerb sechs Jahre später nachfolgend 1288 Eroberer der köln-erzbischhöflichen Burg Lechenich sowie in dieser hochmittelalterlichen Epoche erzbischhöflicher Gegner bei Gebietsanspruchserhebungen und dann gar siegreicher Hauptkontrahent des seit 1275 amtierenden Kölner Erzbischhofs Siegfried von Westerburg in der berühmten Ritterschlacht von Worringen,) was ebenso wieder in den hochmittelalterlichen Kaiser- und Königsurkunden dokumentiert ist, wonach im Februar 1284 König Rudolf I. von Habsburg die Burg Kerpen, wie solche bisher Wennemar von Gemenich besaß, dem mit ihm selbst verschwägerten Herzog Johann I. von Brabant übereignet.
Nach der Schlacht von Worringen im Jahr 1288, als es Auseinandersetzungen zwischen der Familie des Vogtes Sterre und der Abtei Siegburg gab, wurde „Johann von Gymnich“ 1302 mit der Vogtei belehnt. Es gelang ihm und seinen Nachfolgern als Vögte der Grundherrschaft Siegburg ihre Rechte in Gymnich auszubauen.
Im 14. Jahrhundert begann eine Entwicklung zu einem geteilten Dorf, in der ein Teil des Dorfes, das Oberdorf, eine dem köln-erzbischhöflichen Amt Lechenich angehörende und dessen Gericht unterstehende Honschaft bildete, der andere Teil, das Niederdorf, die ebenfalls zum Amte Lechenich gehörende Herrlichkeit, in der die Ritter von Gymnich die Niedere Gerichtsbarkeit ausübten.
Die Bezeichnung Herrlichkeit wurde seit 1457 gebräuchlich, nachdem Johann von Gymnich, Herr zu Vischel, sich im Jahre 1448 seine Rechte im Niederdorf von den Bewohnern bestätigen und notariell beurkunden ließ.

### Neuzeit

#### Ausbau zur Unterherrschaft
Die Ritter von Gymnich waren im 15. und 16. Jahrhundert häufig Gläubiger der Erzbischöfe von Köln, aber auch Amtmänner des Amtes Lechenich, das ihnen verpfändet war.
Dies hatte zur Folge, dass von den jeweiligen Erzbischöfen als Schuldner der Gymnicher Ritter deren Rechtsverstöße und Machtausdehnungen toleriert wurden. Die Vögte nannten sich vereinbarungsgemäß „Herr zu Gymnich“, wie es ihnen die Äbte von Siegburg für ihre Grundherrschaft zugestanden hatten. Obwohl 1620 noch festgestellt worden war, dass der Kurfürst die Hochgerichtsrechte in Gymnich besaß und Verbrecher den Lechenicher Beamten auszuliefern waren, erreichten es die Herren von Gymnich, dass ihnen Kurfürst Ferdinand 1628 die Rechte der „Hohen“ Gerichtsbarkeit für einen Teil des Dorfes zugestand. Damit war die „Herrlichkeit“ faktisch eine Unterherrschaft auch wenn es keine offizielle Belehnung der Herren von Gymnich mit einer solchen in Gymnich gab.

#### Burg- und Schlossbauten

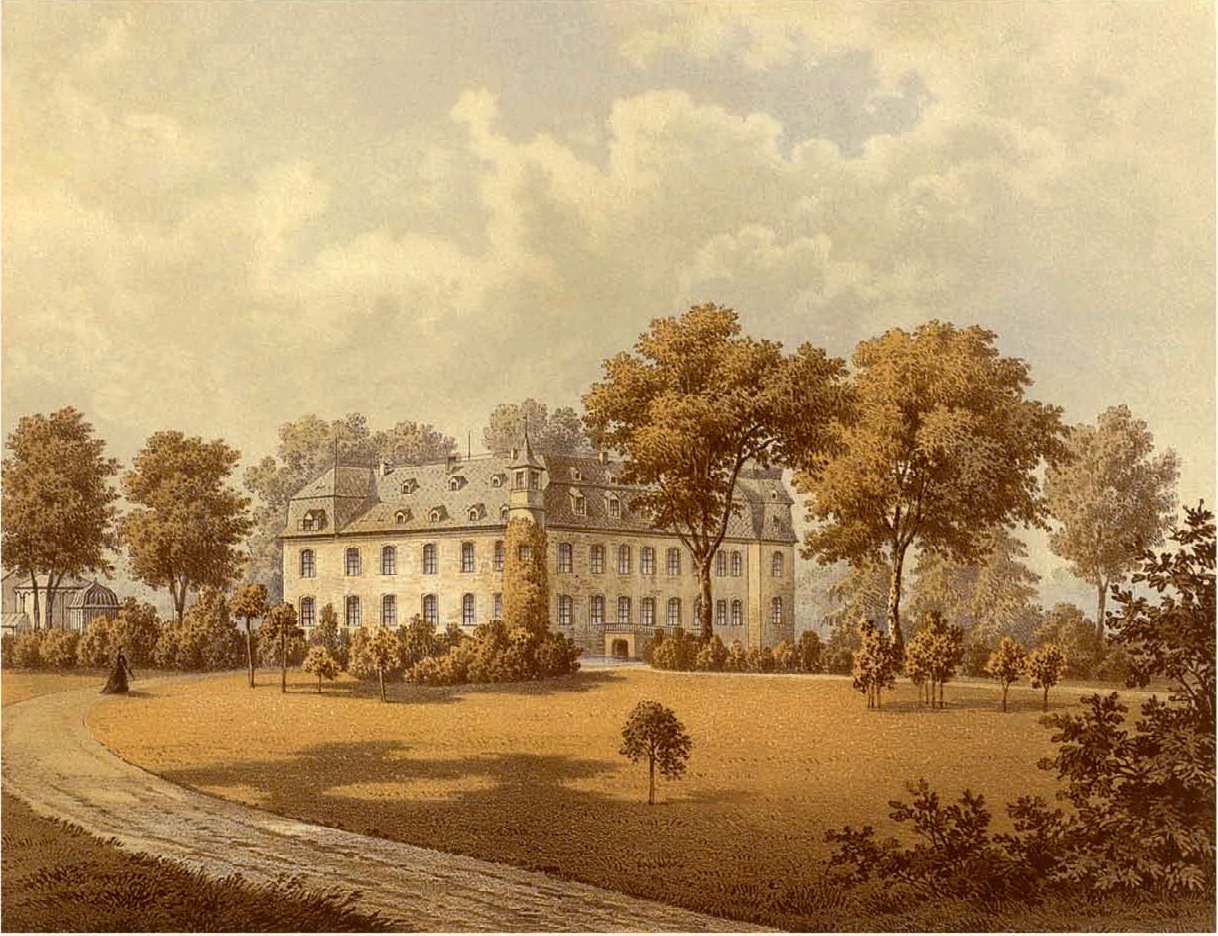
Schloss Gymnich um 1860, Sammlung Alexander Duncker

Die erste 1354 am westlichen Dorfrand erbaute befestigte Burg war ein Offenhaus und Lehen der Kölner Erzbischöfe und wurde 1399 auf Befehl des Erzbischofs Friedrich niedergelegt.
Die 1419 genannte unbefestigte Burg wurde 1642 teilweise zerstört und in den Jahren nach 1655 zu einem Barockschloss ausgebaut. Um 1738 ließ Karl Otto Ludwig Theodat von und zu Gymnich die Räume des 1722 errichteten Ostflügels im Rokokostil ausstatten. Schloss und Anlagen der von Gymnich kamen 1825 an ihre Erben, die Grafen Wolff Metternich. Zwischen 1903 und 1930 wurde das Gebäude von Grund auf renoviert. Durch Heirat kam es an Vicomte de Maistre, danach an Freiherrn von Holzschuher, der das Schloss 1990 veräußerte.

#### Stiftungen des Hauses Gymnich
Für diverse Messstiftungen des Ehepaars Arnold von Gymnich und Margarethe von Buschfeld in der Dorfkirche und in der Burgkapelle 1504 wurde eigens ein Priester angestellt. Sein Einkommen hatte er durch Erträge aus Ackerland und Benden der noch heute existenten „Arnoldschen Stiftung“. Auch Arnolds Bruder Johann, Hofmeister des Erzbischofs Hermann von Hessen (1450–1508), in der Dorfkirche beerdigt, hatte 1506 mehrere fundierte Messen gestiftet. Die im Jahre 1624 verstorbene Maria von der Leyen, geborene von Gymnich, vermachte der Kirche 1000 „Königstaler“, von deren Zinsen drei Hausarme in der Herrlichkeit Gymnich und ein Student des Ortes unterstützt wurden.

#### Weistum des Dorfes Gymnich
Die Rechte und Pflichten der Dorfbewohner waren in dem 1579 neu aufgezeichneten Bauernbuch, Weistum genannt, festgelegt. Auf der Grundlage dieser Regeln verwaltete man den gemeinsamen Besitz, die Allmende, in der hiesigen Gegend „die Gemeinde“ genannt, und den Gemeindebroich. Die Gemeinde hatte das Recht, einen Feldschütz zu wählen und Verstöße gegen geltende Regeln zu bestrafen.
Nach der Teilung des Dorfes stand der Honschaft ein „Honne“ vor, der sich im 18. Jahrhundert Bürgermeister nannte. Der Vorsteher der Herrlichkeit wurde als Vertreter des Herrn von Gymnich Vogt oder Statthalter genannt. Die Vertreter der Honschaft und der Herrlichkeit, Honne und Vogt, sowie die Gemeindemänner trafen sich ein Mal jährlich im „Spilhaus“ (Versammlungshaus des Kirchspiels), um den „Nachbarn“ genannten Einwohnern jährlich das Weistum vorzutragen. Im 17. Jahrhundert wurden die Straßen „Spilles“ und Weinhausgasse, die heutige Schützenstraße, als die beiden Scheiden zwischen Oberdorf und Niederdorf bezeichnet.

#### Spätere Lebensumstände
Der Honne musste in der Honschaft die landesherrlichen Steuern ausheben, Listen erstellten, Viehzählungen durchführten, Aufsicht bei Dienstarbeiten für den Landesherrn führen, mit Gemeindmännern die Kamine visitierten und Bittschriften an die Behörden richten. Gemeinsam legten die Honschaften des Amtes dem Amtmann oder dem Amtsverwalter ihre Gemeinderechnung vor. In der Herrlichkeit übernahm der Vogt oder Statthalter diese Aufgaben. In anderen Fällen, die das Dorf betrafen, handelten die Vertreter der Honschaft und der Herrlichkeit meist gemeinsam, wobei Einkünfte und Kosten je zur Hälfte geteilt wurden. Gemeinsam wurden Teile des Gemeindelandes verpachtet, gemeinsam der Gemeindebroich in Broichlose geteilt und verpachtet, wobei es seit Mitte des 18. Jahrhunderts einige Freilose, u. a. für den Schützenkönig gab. Gemeinsam wurden Wege und Stege repariert. Zeitweise wurden sogar die Schornsteine der Häuser gemeinsam kontrolliert. Als 1731 eine Rinderkrankheit (wohl Maul- und Klauenseuche) ausbrach, riefen die Vertreter der Honschaft und der Herrlichkeit einen Tierarzt zur Unterstützung.
Die Gymnicher lebten von der Landwirtschaft und ihre zu bestellenden Felder befanden such sowohl im Oberdorf als auch im Niederdorf. Die meisten hatten nur einige Morgen Land, doch alle hielten ein wenig Vieh. Ihre wirtschaftliche Lage blieb bescheiden, da die Erträge ihrer Arbeit durch Grund- und Erbpacht, Abgaben an die jeweiligen Landbesitzer, Zehntzahlungen und landesherrlichen Steuern gering ausfielen. Kriegseinwirkungen, Hagelschlag, Mausbiss oder von der Erft verursachte Überschwemmungen vernichteten häufig große Teile der Ernte. In mehreren Jahren wurden Bittschriften wegen Hochwasserschäden eingereicht, um Steuernachlass zu erhalten, denen auch entsprochen wurde. Um die Überschwemmungen der stark mäandernden Erft zu vermeiden, fand zwischen 1767 und 1774 eine Erftregulierung statt, in der ein Teilstück der Erft umgeleitet wurde und ein neues Flussbett erhielt.

#### Die großen Höfe
Die großen Höfe, Burghof und Siegburger Hof, die von Pächtern, Halfen genannt, bewirtschaftet wurden, lagen im Niederdorf.
Bei der im Auftrag des Kurfürsten im Jahre 1661 im Amte Lechenich durchgeführten Vermessung des Grundbesitzes zur steuerlichen Veranschlagung gehörten zum steuerfreien nicht spezifizierten Adelssitz der Herren von Gymnich in der Herrlichkeit außer dem Burghof mit 131 Morgen Ackerland und vier Morgen Benden, 57 Morgen Ackerland, das an mehrere Personen verpachtet war, und 67 Morgen Benden, sowie in der Honschaft 75 Morgen Ackerland und 13 Morgen Benden.
Zum Fronhof der Abtei Siegburg, Siegburger Hof, Abtshof oder Propsthof genannt, besaß bei der Vermessung des Grundbesitzes 154 Morgen Ackerland und 21 Morgen Benden in der Herrlichkeit, in der Honschaft weitere 22 Morgen Ackerland und sechs Morgen Benden. Der Hof wurde von einem Halfen mit seinem Gesinde bewirtschaftet, der jedoch während der Ernte und beim Dreschen auch Saisonarbeiter beschäftigte, die aus der Gegend um Siegburg kamen. Zusätzlich verdingten sich aber auch Tagelöhner aus Gymnich. Zu diesem Hof gehörten 20 Hofgüter, sogenannte „Lehen“, von denen fast alle kurmudpflichtig waren. Die Inhaber dieser Güter mussten als Hofgeschworene zum Hofgericht erscheinen, das unter dem Vorsitz des Vogtes dreimal jährlich gehalten wurde. Dort wurde dann gegebenenfalls Kurmud, in der Regel 20 kölnische Taler gezahlt und Erbteilungen vorgenommen. Bei einer solchen Erbteilung wählten die Erbberechtigten eines Lehnsgutes einen der Ihren aus, der stellvertretend für die anderen Erben Hofgeschworener wurde.
Zur Grundherrschaft des Abtes gehörte weiter das Gut Neuerburg in der Nähe der Vorpforte, das mit der Vogtei zusammen zu Lehen gegeben wurde.
Auch der Hof des Benediktinerklosters Groß St. Martin in Köln mit einem für die liegenschaftlichen Angelegenheiten zuständigen Hofgericht lag im Niederdorf. Er hatte 20 sogenannte Lehen, die aus ½ bis 4 Morgen bestanden. Wie auf dem Siegburger Hof, so wurde auch hier einer der Erbberechtigten eines Lehnsgutes für alle übrigen Erben Hofgeschworener.

#### Pfarrgemeinde und Pfarrkirche St. Kunibert

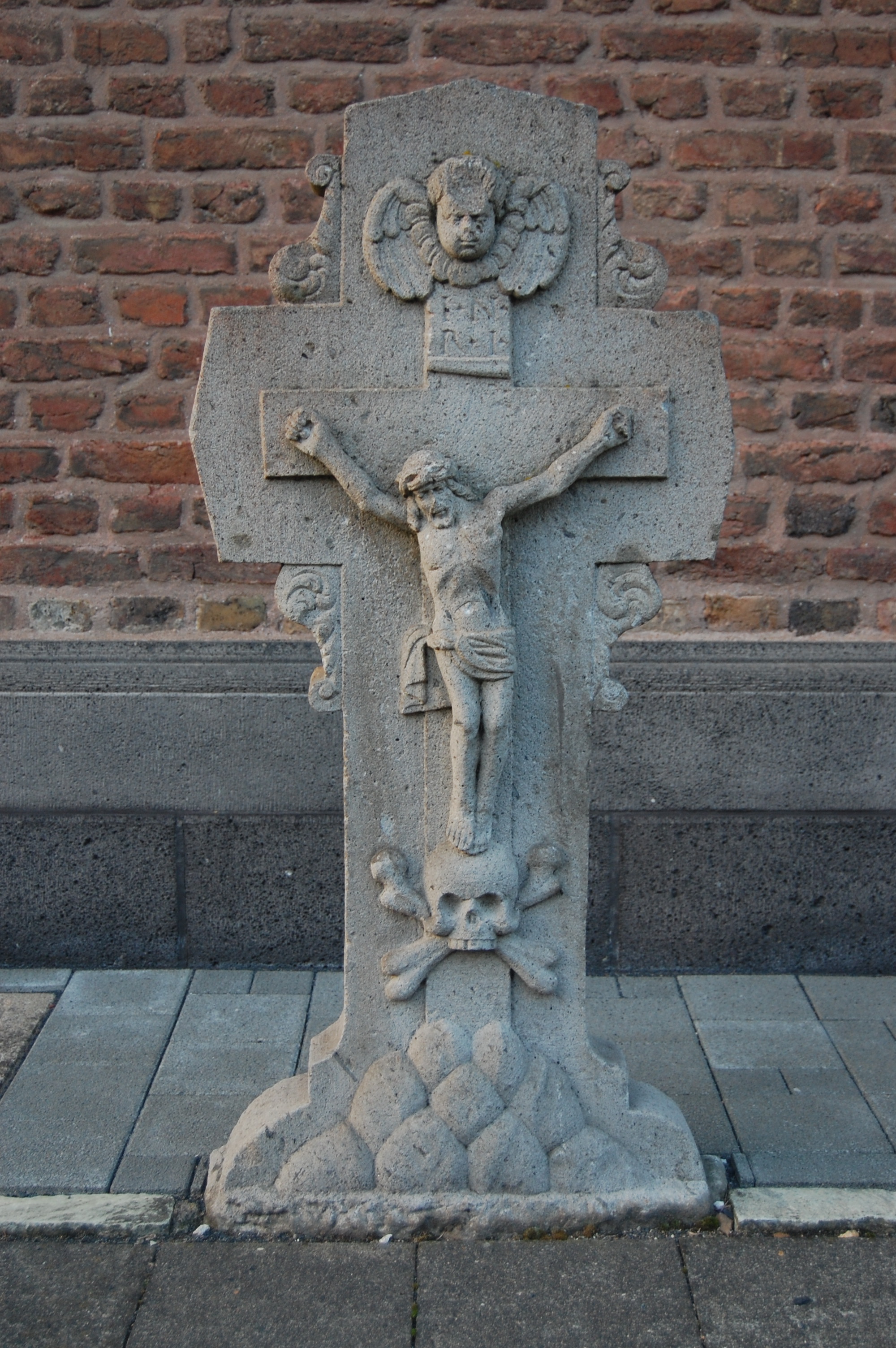
Grabkreuz des alten Kirchhofs
(n. Weber 1724)

1255 wurde der Abtei Siegburg, der das Patronatsrecht zustand, die Inkorporation der Gymnicher Kirche aus dem Jahr 1247 bestätigt. Wie in vielen Orten des Mittelalters hatten die Pfarrangehörigen auch in Gymnich Bruderschaften gebildet. Es waren die religiös geprägten Zusammenschlüsse der „Kirspelskirche“ (Pfarrkirche) St. Kunibert, deren Mitglieder Männer und Frauen, „Brüder und Schwestern“ waren. Sie gehörten der Marienbruderschaft und Sebastianusbruderschaft an, die beide 1510 erstmals genannt wurden.
Als wegen Baufälligkeit der Kirche ein Neubau erforderlich wurde, errichtete man zwischen 1759 und 1763 ein neues Gotteshaus, wobei das Patrozinium beibehalten wurde. Einen Teil der Baukosten des Kirchenschiffs, das von Hofbaumeister Kees errichtet wurde, übernahm der Abt von Siegburg, den Restanteil hatte jedoch die Pfarrgemeinde aufzubringen. Hierfür nahm sie Kredite bei den Kölner Kapuzinern und bei dem Stift St. Andreas auf. In dem 1762 auf Kosten der Gemeinde errichteten Kirchturm wurden die schon 1755 von Glockengießer Martin Legros aus Malmedy gefertigten Glocken installiert.
Nach einer Neugotisierung Ende des 19. Jahrhunderts wurde die Kirche nach dem Zweiten Weltkrieg wieder barockisiert.
Drei Fenster im Chorraum sind Werke der Spätnazarener Ernst Deger und Franz Ittenbach. Die sechs Langhausfenster von 1953 werden in ihrem unteren Teil durch ein Buntglasfries, den „Rittfries“ gestaltet, eine Darstellung der Legende und Feier des Gymnicher Ritts.
Das bedeutendste Ausstattungsstück ist die 1718 vom Bonner Hofbildhauer J. F. van Helmont aus Eichenholz geschnitzte Kanzel aus der abgebrochenen Kirche Maria ad gradus in Köln. Die beiden Seitenaltäre stammen ebenfalls aus dieser Kirche. Der Aufbau des Hauptaltars von 1703 aus der ehemaligen Klosterkirche der Augustinerinnen in Merten an der Sieg wurde nach der Restaurierung im Jahr 1962 in Gymnich aufgestellt.
Aus der Vorgängerkirche sind eine St. Kunibertfigur mit einem Kirchenmodell in der Hand von etwa 1480, ein gotisches Chorgestühl aus der Zeit um 1490, dessen Miserikordien Szenen einer Hirschjagd darstellen und ein spätgotischer Taufstein aus rotem Sandstein aus dem Jahre 1559 erhalten.

#### Die Schule des Schlosskaplans Fabritius
Die Gymnicher Schule, die von allen Kindern besucht werden konnte, lag in der Nähe der Kirche. Schon 1569 bestand ein Schulgebäude, in dem jedoch bis 1608 nur sporadisch Schulunterricht erteilt wurde. Nach dem Tode seines Vorgängers unterrichtete seit 1633 der Schlosskaplan Albert Fabritius in seinem eigenen Hause, in dem er in den folgenden Jahren bis zu 50 Kinder betreute. Zu seinen Schülern gehörten auch Hieronymus, Johann Wilhelm und Hermann Werner, die Söhne des Freiherrn Johann Adolf Wolff Metternich zur Gracht, sowie die beiden Söhne des kurfürstlichen Oberkellners zu Lechenich. Die Schule war mit Einkünften aus Ackerland, Benden und Kapitalerträgen (100 Talern aus der Kirchenkasse) fundiert, so dass auch arme Kinder ohne Schulgeld zu zahlen unterrichtet werden konnten. Der Neubau eines Vikariehauses 1638 wurde gemeinsam von Honschaft und Herrlichkeit getragen.

#### Kriege und Brände
Gymnich hatte ähnlich wie die anderen Orte der heutigen Stadt Erftstadt im 17. und 18. Jahrhundert unter zahlreichen Truppendurchmärschen, Einquartierungen, Plünderungen, die im truchsessischen Krieg begannen und bis zum Ende des Siebenjährigen Krieges 1763 andauerten, stark zu leiden. Dazu kamen finanzielle Belastungen durch Serviceleistungen wie Fouragelieferungen, Kontributionen für das Militär und Spanndienste, die viele Einwohner nicht aufbringen konnten. Wer nicht zahlte, dem wurde sein Besitz beschlagnahmt. Mehrmals waren die Dorfbewohner gezwungen, Geld aufzunehmen, um eine Pfändung abzuwenden.
Im sogenannten „Hessenkrieg“, einem Teil des Dreißigjährigen Krieges, wurden beim Abzug der Söldnertruppen nach der Belagerung Lechenichs 1642 Dorf und Schloss Gymnich in Brand gesteckt.
Ähnliches geschah, als die französischen Verbündeten des Kurfürsten Maximilian Heinrich von Bayern vor ihrem Abzug aus dem Schloss in Lechenich 1689 in Gymnich Häuser niederbrannten. Zum Ausgleich der Schäden erhielt das Dorf wie andere betroffene Ortschaften lediglich einen Steuernachlass eingeräumt.
Neben den Brandschatzungen in Kriegszeiten richteten Brände auch in anderen Jahren verheerende Schäden im Dorf an. So wurden für den Zeitraum von 200 Jahren sechs große Dorfbrände überliefert. Der größte Brand war der von 1787, bei dem die Anwesen von mehr als 60 Familien des Ortes betroffen waren. Häufigste Brandförderer waren die Strohdächer, sodass nun Spenden des Kurfürsten, der Abtei Siegburg und anderer Wohltäter dazu verwandt wurden, die Dächer mit Ziegeln einzudecken. Trotz der Spenden blieb die Eigenbelastung hoch, sodass noch Jahre später von den Betroffenen Schulden beim Herrn von Gymnich, der die vorgestreckten Gelder für Bauhölzer für die zumeist in Fachwerk errichteten Häuser zurückforderte, zu tilgen waren.

### Französische Zeit

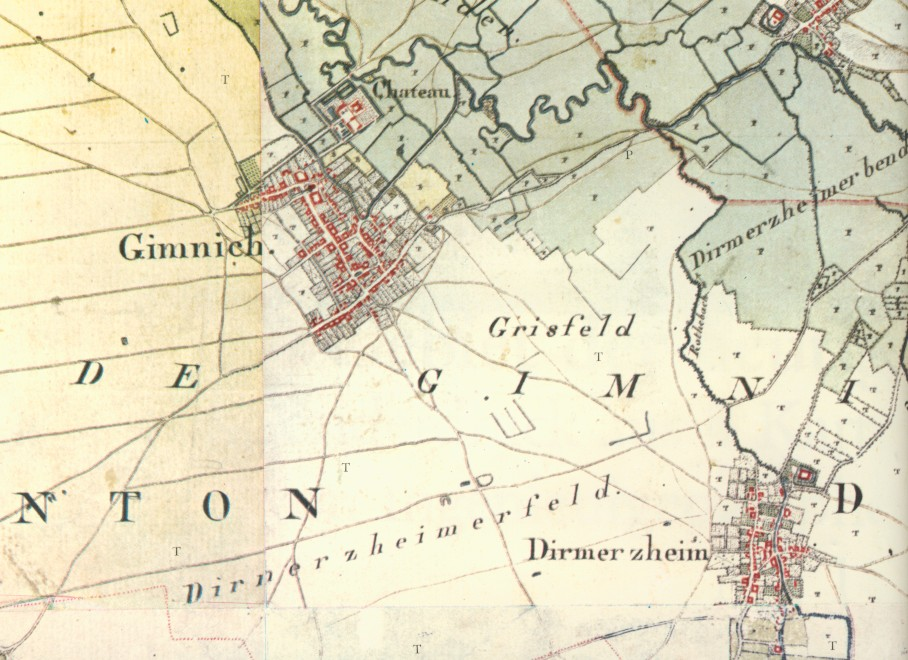
Gymnich auf der Tranchotkarte um 1807

In der Folge des Ersten Koalitionskrieges kam es 1794 zur Besetzung der linksrheinischen Gebiete durch französische Truppen. Nach dem Frieden von Campo Formio im Jahr 1797 wurden 1798 neue Verwaltungsbezirke als Départements, Arrondissements und Kantone geschaffen. Bei der Neuordnung des Gerichtswesens wurde die Gerichtszuständigkeit der ehemaligen Unterherrschaften aufgehoben und die kleinen Rechtsfälle dem Friedensgericht in Lechenich zugewiesen.
Nach der Änderung von Verfassung und Verwaltung unter Napoleon bildete Gymnich mit Dirmerzheim eine Mairie im Kanton Lechenich.
Nach dem Frieden von Lunéville 1801 gehörten die linksrheinischen Gebiete zum französischen Staat und die Einwohner Gymnichs wurden französische Bürger.
Gymnichs Einwohnerzahl war in der Zeit von 1661 bis zum Jahre 1801 sehr gewachsen. 1724 hatte die Honschaft 67 Häuser, die Herrlichkeit 40 Häuser und einige große Höfe. Im Jahre 1801 befanden sich in Gymnich etwa 300 Haushalte, die sich auf etwa 150 Häuser verteilten. Die Einwohnerzahl war auf 891 Erwachsene und 304 Kinder angewachsen.
Über 75 Personen bezeichneten sich als Landwirte, von denen der Pächter des Burghofes und die verwitwete Pächterin des Siegburger Hofes Großbetriebe bewirtschafteten. 10 Landwirte hatten mittlere Höfe, einige andere waren Kleinbauern. Den Rest der Dorfbewohner, etwa 40 %, bestand aus 125 Tagelöhnerfamilien. Weitere 10 % der Familien wurden wie die sechs jüdischen Familien, insgesamt 25 Personen, zur armen Schicht des Ortes gezählt oder als elend bezeichnet.
Gymnich besaß um 1800 alle Einrichtungen, die für den täglichen Bedarf benötigt wurden. Es gab Gewerbetreibende wie die der Bäcker und Krämer und etwa 50 Handwerker, von denen manche auch Arbeit in den Dörfern der Umgebung fanden. Gymnich war damals mit 1195 Einwohnern der größte Ort unter den Orten der heutigen Stadt Erftstadt.
1802 wurden nach dem 1801 abgeschlossenen Konkordat zwischen Napoléon Bonaparte und Papst Pius VII. Klöster und Stifte aufgehoben. Infolge der Säkularisation wurde der Siegburger Hof mit Haus, Gebäuden, Garten, mit etwa 62 Hektar Ackerland und 14 Hektar Wiesen als geistlicher Besitz enteignet und 1812 in Aachen versteigert. Auch der Besitz von St. Andreas und die Güter weiterer Klöster und Stifte im Ort wurden verkauft.

### Preußische Zeit
Durch die preußischen Behörden wurden die bisherigen Verwaltungsgliederungen der Mairien als Bürgermeistereien und ab 1927 mit der Bezeichnung Amt weitergeführt.

#### Verbesserung der Infrastruktur
Durch die 1854 gebaute Landstraße Neuss – Derkum (Euskirchen), deren Trasse durch Gymnich führte, wurde der Ort besser an das überörtliche Verkehrsnetz angeschlossen. 1867 wurde in Gymnich eine Poststation eingerichtet, die ab 1924 auch Station des Postomnibusses der Linie Köln über Liblar – Lechenich nach Gymnich war. Der nächstgelegene Bahnanschluss war die Station der damaligen Kleinbahn Horrem – Liblar im zwei Kilometer entfernten Ort Brüggen. Die Strecke wurde 1961 stillgelegt.
Im Jahr 1878 erhielt Gymnich eine Telegrafenleitung und 1915 Telefonanschluss. 1910 erfolgte der Anschluss an das elektrische Stromnetz, sodass nun moderne Anlagen betrieben und Häuser mit elektrischem Licht versorgt werden konnten. Ab 1929 wurden Brunnen oder Pütze durch eine Wasserleitung ersetzt.

#### Verlegung des Friedhofs

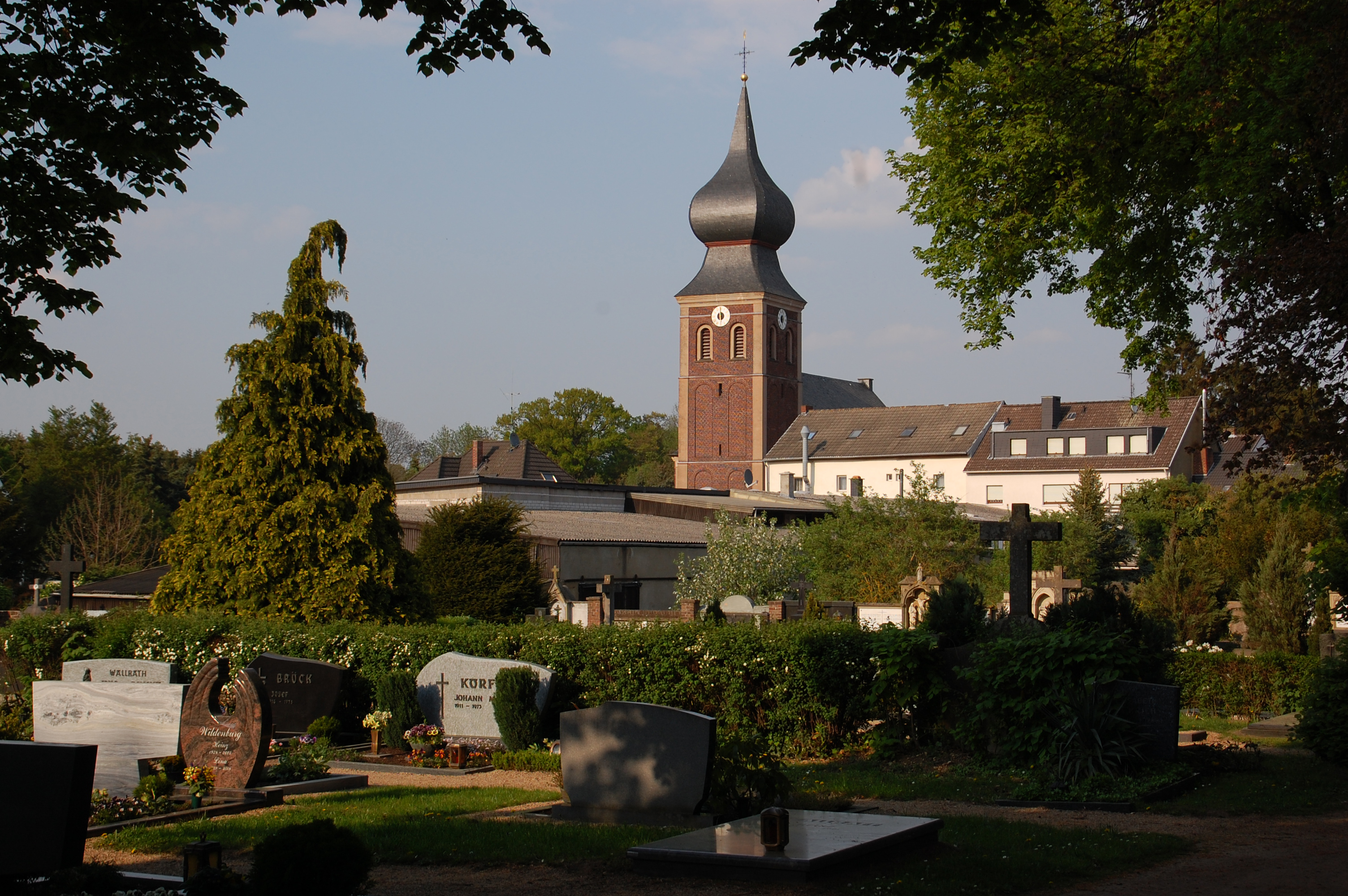
Blick über den Friedhof zu St. Kunibert

Der ehemals um die Kirche gelegene Kirchhof wurde 1841 aufgegeben und ein neuer Friedhof etwa 100 Meter westlich der Kirche auf der „Neuburg“, einem von Max Felix Reichsgraf Wolff-Metternich erworbenen Gelände, neu angelegt.

#### Regulierung der Erft und Flurumlegung
Bis Mitte des 19. Jahrhunderts hatten häufige Hochwässer der Erft zur Versumpfung der Wiesen geführt, die zur Brutstätte von Insekten wurden und Mückenstiche zur Plage wurden. Häufig erkrankten und starben die Menschen am Sumpffieber. Eine weitere Gefahr war das bleihaltige Wasser, dessen Schadstoffe bei der Bewässerung der Benden in das Erdreich eindrangen. 1858 wurde der Erftflutkanal angelegt, der zwischen Gymnich und Brüggen beginnt und der Flussbegradigung und Entwässerung dienen und die Hochwassergefahr vermindern sollte. Um 1860 wurden die versumpften Wege trockengelegt und die Flutgräben verfüllt. 1932 wurde die Erft unterhalb der Gymnicher Mühle durch freiwilligen Arbeitsdienst reguliert. Vor dem Zweiten Weltkrieg waren auch alle kleinen Maare genannten Wassertümpel bei Gymnich trockengelegt.
Wichtig waren für die Landwirtschaft die Flurumlegungen, die im Jahre 1913 begannen und denen nach und nach weitere folgten, sodass die Zersplitterung des Ackerlandes in kleinste Parzellen beseitigt wurde. Zudem waren die größeren Parzellen besser zu bewirtschaften und waren nun durch ein neues Wegenetz auch mit modernen maschinellen Ackergeräten erreichbar und besser zu bearbeiten.

#### Braunkohle
Von der Intensivierung des Braunkohleabbaus profitierten auch die Gymnicher. Etwa ab dem Ende des 19. bis zur Mitte des 20. Jahrhunderts verdienten viele Einwohner ihren Lebensunterhalt in den Gruben oder Brikettfabriken der Rheinischen Braunkohlebetriebe, vor allem im nahegelegenen Brüggen. Nebenbei betrieben sie weiter Landwirtschaft für den Eigenbedarf.
Nach dem Tode der Freifrau Johanna von Gymnich im Jahr 1825 war das Geschlecht der Freiherrn von Gymnich erloschen. Erbe war Max Felix Reichsgraf Wolff-Metternich, der den gesamten Gymnicher Besitz einschließlich der Braunkohlefelder erhielt.
Dieser beteiligte sich als Grundeigentümer am Abbau der Braunkohle des benachbarten Villehanges mit der Grube Wolfswerk bei Balkhausen, die dann 1832 in der Grube Friedrich-Wilhelm-Maximilian aufging.

#### Gründung eines Klosters
Die von Felix Graf Wolff Metternich und seiner Frau nach Gymnich geholten Schwestern des Ordens Arme Dienstmägde Jesu Christi bezogen 1859 im Ort ein für sie neu erbautes Haus. Die Ordensschwestern übernahmen die ambulante Krankenpflege vor Ort, betreuten jedoch auch alte pflegebedürftige Menschen stationär und leiteten auch eine Kleinkinderbewahrschule. 1932 übernahmen die Schwestern die Leitung eines Kindergartens und einer Nähschule.
1970 wurde das Kloster aufgehoben, die Gebäude 1971 an die Pfarrgemeinde St. Kunibert verkauft. Nach umfangreichen Baumaßnahmen und Umbauten wurde dort das Pfarrzentrum eingerichtet.

### Weimarer Republik
Nach dem Ende des Ersten Weltkrieges erlitten viele Gymnicher Familien durch die Inflation Vermögensverluste. Als sich die wirtschaftliche Lage nach Einführung der neuen Währung 1923 besserte, wurden in der Region Straßen und Brücken saniert oder neu gebaut, auch einige Wohnhäuser im Ort errichtet. Die Weltwirtschaftskrise 1929 brachte vielen Arbeitslosigkeit, und Erwerbslose erhielten nur eine kleine Unterstützung von der Gemeinde. Die meisten nahmen eine berufsfremde Tätigkeit in der Landwirtschaft an, um sich und ihre Familien mit dem Notwendigsten versorgen zu können.

### Zeit des Nationalsozialismus

#### Veränderungen 1933
Die meisten Gymnicher mit ihrer katholischen Zentrumstradition standen dem Nationalsozialismus und seiner Partei distanziert gegenüber, doch viele Arbeitslose erhofften sich von der Partei eine Verbesserung ihrer unverschuldeten Lage, auch patriotisch Gesinnte wählten die Partei des „Führers“, die 1933 im Ort 25 % der Stimmen erhielt. Nun erfolgten auch einige Straßenumbenennungen, die Hauptstraße wurde zur Hindenburgstraße, die Kerpener Straße zur Adolf-Hitler-Straße, die Vorpforte zur Hermann-Göring-Straße und die Straße Ausleger zur Horst-Wessel-Straße. Nach einigen Jahren, als Hitler durch seine Politik und Kriegsvorbereitungen die Vollbeschäftigung erreichte, wuchs die Zustimmung und viele Einwohner standen der „Partei“ nahe.

#### Pogrom und Vernichtung der Juden
Die lange Tradition der jüdischen Gemeinde in Gymnich fand in dieser Zeit ein Ende. Wohnten im 17. und 18. Jahrhundert nur einige jüdische Familien in Gymnich, so bestand seit dem 19. Jahrhundert eine relativ große Gemeinde, die eine eigene Synagoge und einen eigenen Friedhof besaß.
In der so genannten Reichskristallnacht 1938 wurde die Synagoge niedergebrannt. Erhaltene Restmauern wurden beim Einmarsch der amerikanischen Truppen 1945 bei Kampfhandlungen zerstört. Den Gymnicher Juden, denen es nach 1933 nicht gelang auszuwandern, wurden zusammen mit den Liblarer Juden und einigen Lechenicher jüdischen Familien in einem „Judenhaus“ am Kunibertusplatz zusammengefasst. Sie wurden 1942 deportiert und in den Konzentrationslagern umgebracht.

#### Kriegseinwirkungen
Gymnich wurde im Zweiten Weltkrieg mehrmals bei gezielten Bombenangriffen getroffen, am schlimmsten 1943, als über 100 Spreng- und Brandbomben mehr als 20 Wohnhäuser, Stallungen und Scheunen, zerstörten und 19 Tote zu beklagen waren. Durch Artilleriebeschuss der deutschen Truppen nach dem Einrücken der Amerikaner am 2. März wurde fast ein Drittel der Häuser beschädigt.
Zeitweise wurde in der Nähe der Gymnicher Mühle ein Feldflugplatz betrieben. Vom Januar 1940 bis Mai 1940 erfolgten von hier Luftangriffe gegen Holland und Belgien. Danach wurde der Flugplatz aufgegeben, die stationierten Einheiten nach Frankreich verlegt. Vom 4. bis 15. September 1944 wurde der Flugplatz wieder in Betrieb genommen zu Verteidigungszwecken gegen die vom Westen anrückenden Alliierten.

### Veränderungen nach dem Zweiten Weltkrieg

#### Wachstum durch Heimatvertriebene und Zugezogene
Gymnichs Einwohnerzahl stieg nach dem Zweiten Weltkrieg durch viele Heimatvertriebene stark an, da die Gemeinde Bauland zur Verfügung gestellt hatte. Bis zum Jahre 1968 war die Bevölkerung auf etwa 3200 Einwohner angewachsen. Den größten Zuwachs erhielt der Ort jedoch in den Jahren nach der kommunalen Verwaltungsreform, als zugewanderte Familien in den neuen Wohngebieten ein Eigenheim bauten oder erwarben.
Nach vergeblichen Versuchen, die Selbstständigkeit des nach der Gründung des Landes Nordrhein-Westfalen 1946 weiter bestehenden Amtes zu erhalten, wurde Gymnich bei der Kommunalreform am 1. Juli 1969 als Stadtteil in die neugebildete Stadt Erftstadt eingegliedert.

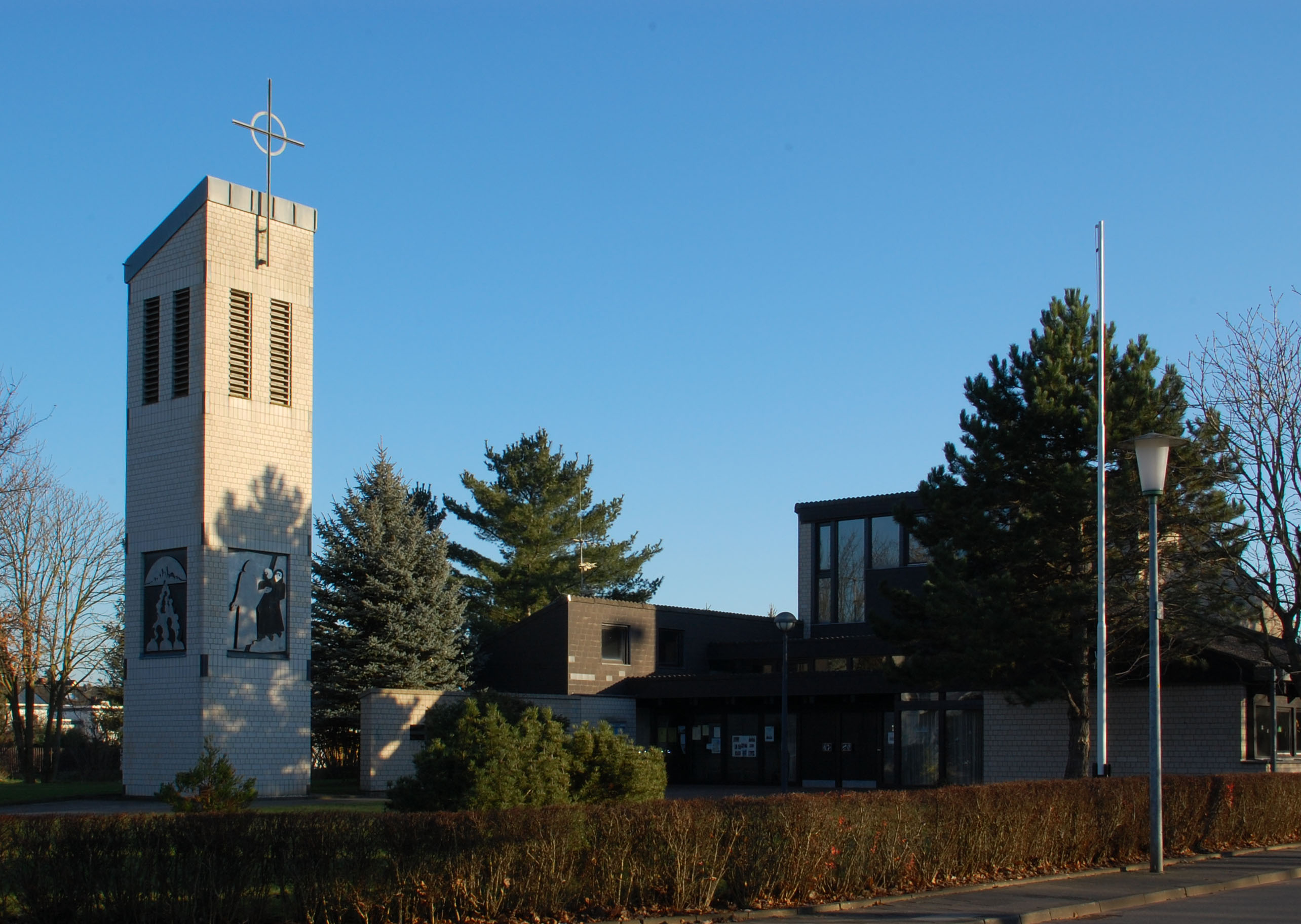
Emmauskirche

#### Evangelische Kirche
Durch den Zuwachs änderte sich die Bevölkerungsstruktur auch in der konfessionellen Zusammensetzung der Ortsbewohner. Für den großen Anteil evangelischer Christen in Gymnich, Heimatvertriebene und in späteren Jahren Zugezogene, die zur Kirchengemeinde Lechenich gehörten, wurde ein Gemeindezentrum mit drei Gebäudeteilen errichtet. Der leicht erhöhte Mittelbau ist als Raum zur Feier des Gottesdienstes und als Versammlungsraum gebaut. Das 1982 fertiggestellte Gemeindezentrum erhielt den Namen Emmauskirche. Glockenturm und Glocken wurden 1990 eingeweiht.

#### Schulverhältnisse
Nach dem Zweiten Weltkrieg war ein Schulneubau notwendig geworden, der in mehreren Bauabschnitten zwischen 1953 und 1963 fertiggestellt wurde. Der Neubau ersetzt das alte Schulgebäude an der Gymnicher Hauptstraße, das 1872 errichtet worden war. Bei der Schulreform 1968 gelang es der Gemeinde Gymnich zunächst, Grundschule und Hauptschule zu erhalten. Doch 1970 wurden die Hauptschüler der Hauptschule in Lechenich zugewiesen.

### Einwohnerentwicklung
| Jahr      | 1816  | 1825  | 1828  | 1843  | 1858  | 1864  | 1867  | 1871  | 1885  | 1890  | 1895  | 1900  | 1905  | 1910  | 1919  | 1925  | 1933  | 1939  | 1946  | 1950  | 1956  | 1961  | 1967  |
| --------- | ----- | ----- | ----- | ----- | ----- | ----- | ----- | ----- | ----- | ----- | ----- | ----- | ----- | ----- | ----- | ----- | ----- | ----- | ----- | ----- | ----- | ----- | ----- |
| Einwohner | 2.117 | 2.265 | 2.263 | 2.549 | 2.844 | 2.908 | 2.814 | 2.660 | 2.523 | 2.571 | 2.560 | 2.577 | 2.593 | 2.760 | 3.071 | 3.135 | 3.274 | 3.231 | 3.557 | 4.157 | 4.153 | 4.216 | 4.449 |

### Die Bürgermeister von Gymnich
| von  | bis  | Name                     |
| ---- | ---- | ------------------------ |
| 1803 | 1824 | Wilhelm Correns          |
| 1824 | 1846 | Joseph Hünten            |
| 1846 | 1874 | Johann Baptist Ittenbach |
| 1875 | 1908 | Franz Busbach            |
| 1909 | 1919 | Karl Joseph Reith        |
| 1919 | 1920 | Josef Schumacher         |
| 1920 | 1945 | Josef Schweins           |
| 1946 | 1947 | Wilhelm Wildenburg       |
| 1947 | 1958 | Nikolaus Wagner          |
| 1958 | 1961 | Josef Groß               |
| 1961 | 1964 | Josef Nix                |
| 1964 | 1969 | Josef Groß               |

## Heutiges Ortsbild
Die Pfarrkirche St. Kunibert ist mit einem für barocke Kirchengebäude charakteristischen weithin sichtbarem Zwiebelturm ausgestattet und prägt so das Ortsbild. Ihren dörflichen Charakter hat die Ortschaft jedoch weitgehend verloren. Über 20 Aussiedlerhöfe, überwiegend am Siedlerweg, haben das Bild der Landschaft um Gymnich stark verändert. Die verbliebenen Bauern spezialisierten sich auf die Produktion landwirtschaftlicher Erzeugnisse ohne die Einbeziehung traditioneller Viehhaltung. Andere Landwirte – wie z. B. ein ehemaliger Saatgutbetrieb am Siedlerweg – setzten andere Prioritäten (2006) und installierten auf ihrem Areal eine moderne Photovoltaikanlage, die den erzeugten Strom in das Netz einspeist.
Neben den ehemals zahlreichen Landwirten gaben im Ort auch viele Handwerker mit langer Tradition ihre Betriebe auf. Die Erwerbstätigkeit der einstigen Dorfbewohner unterlag in den vergangenen Jahren einem steten Wandel. Pendler vieler Berufsrichtungen orientieren sich zum Großraum Köln hin und sind im Dienstleistungsbereich tätig.

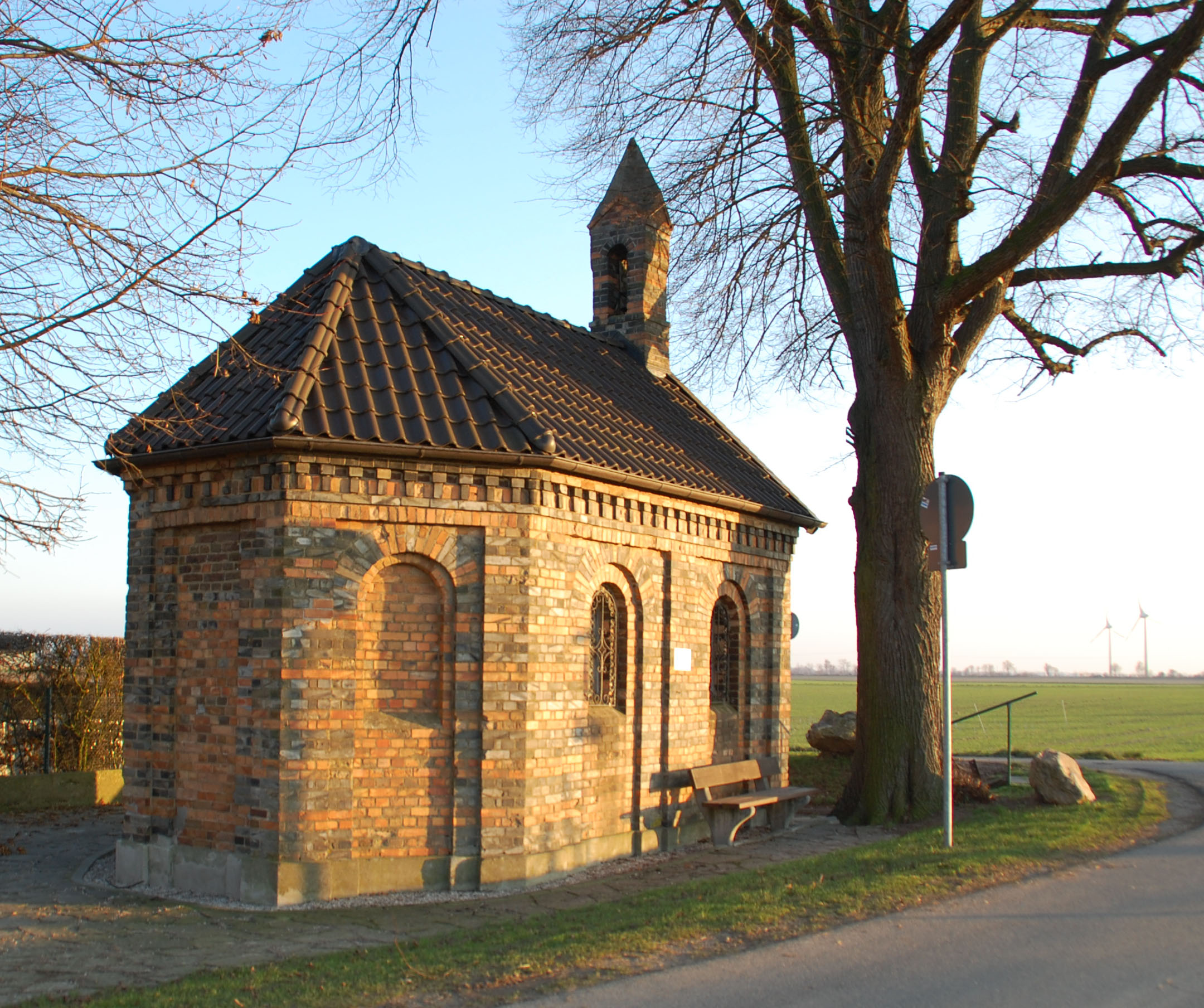
Annakapelle
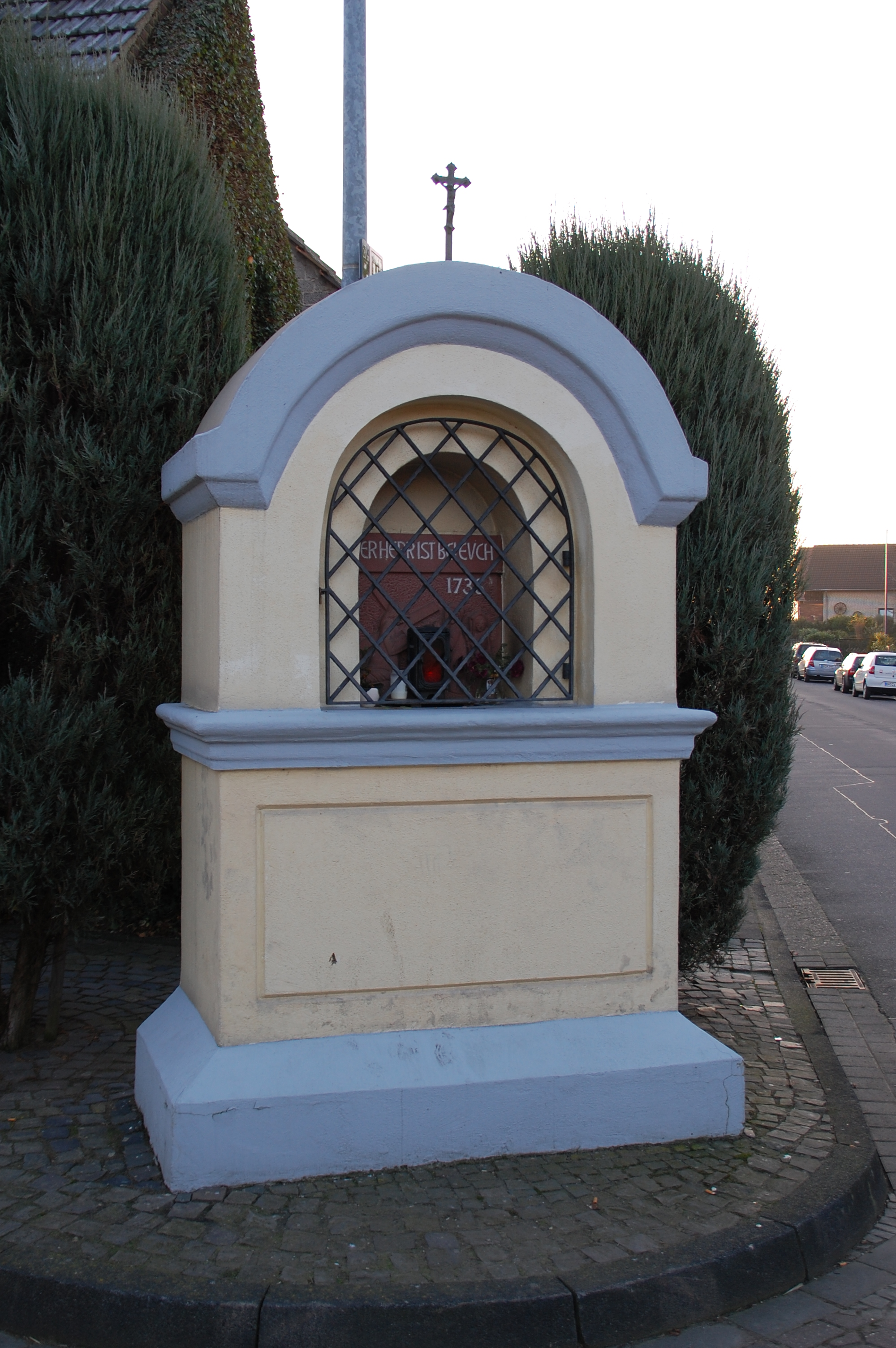
Fussfällchen
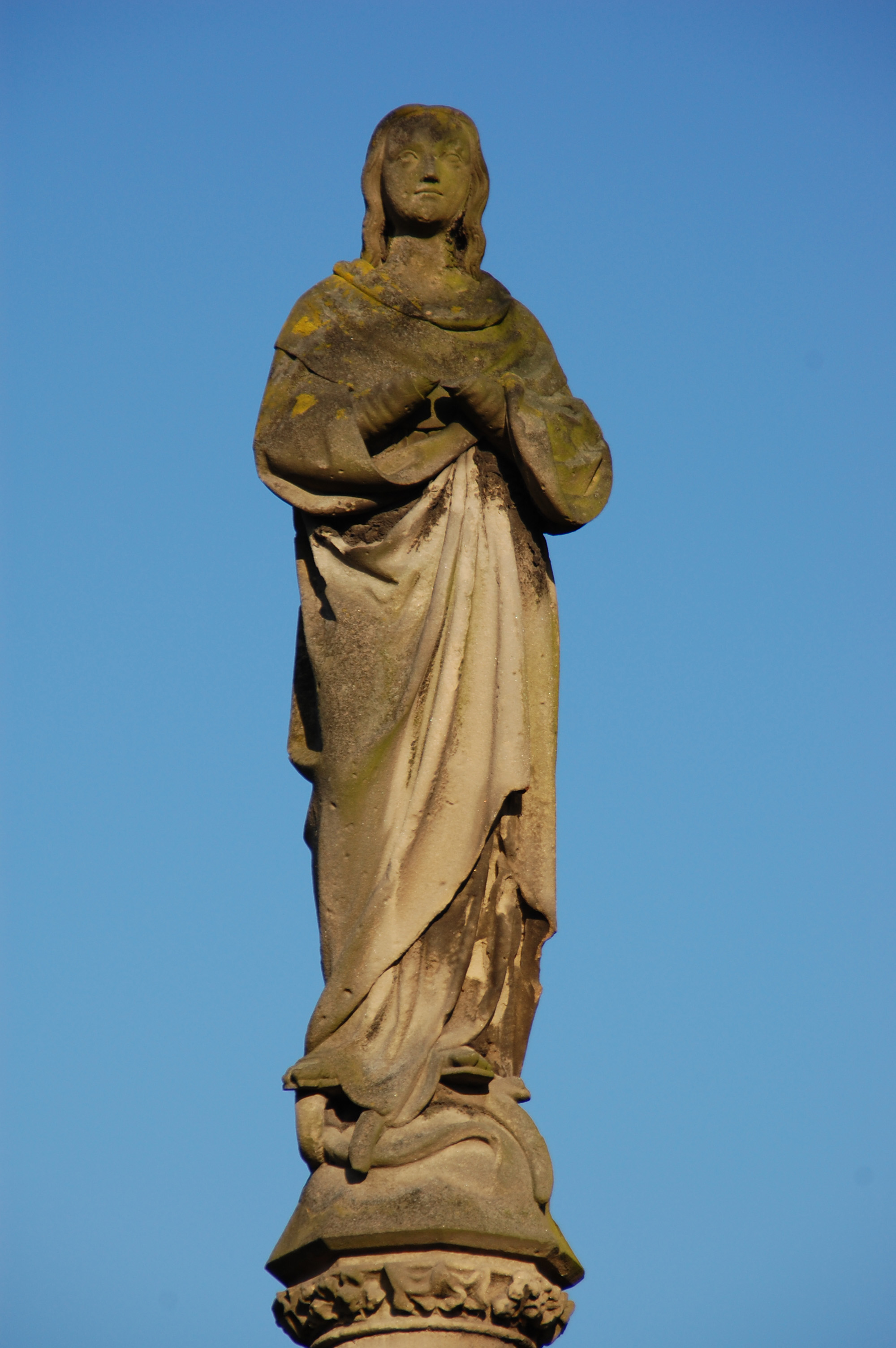
Mariensäule von 1856
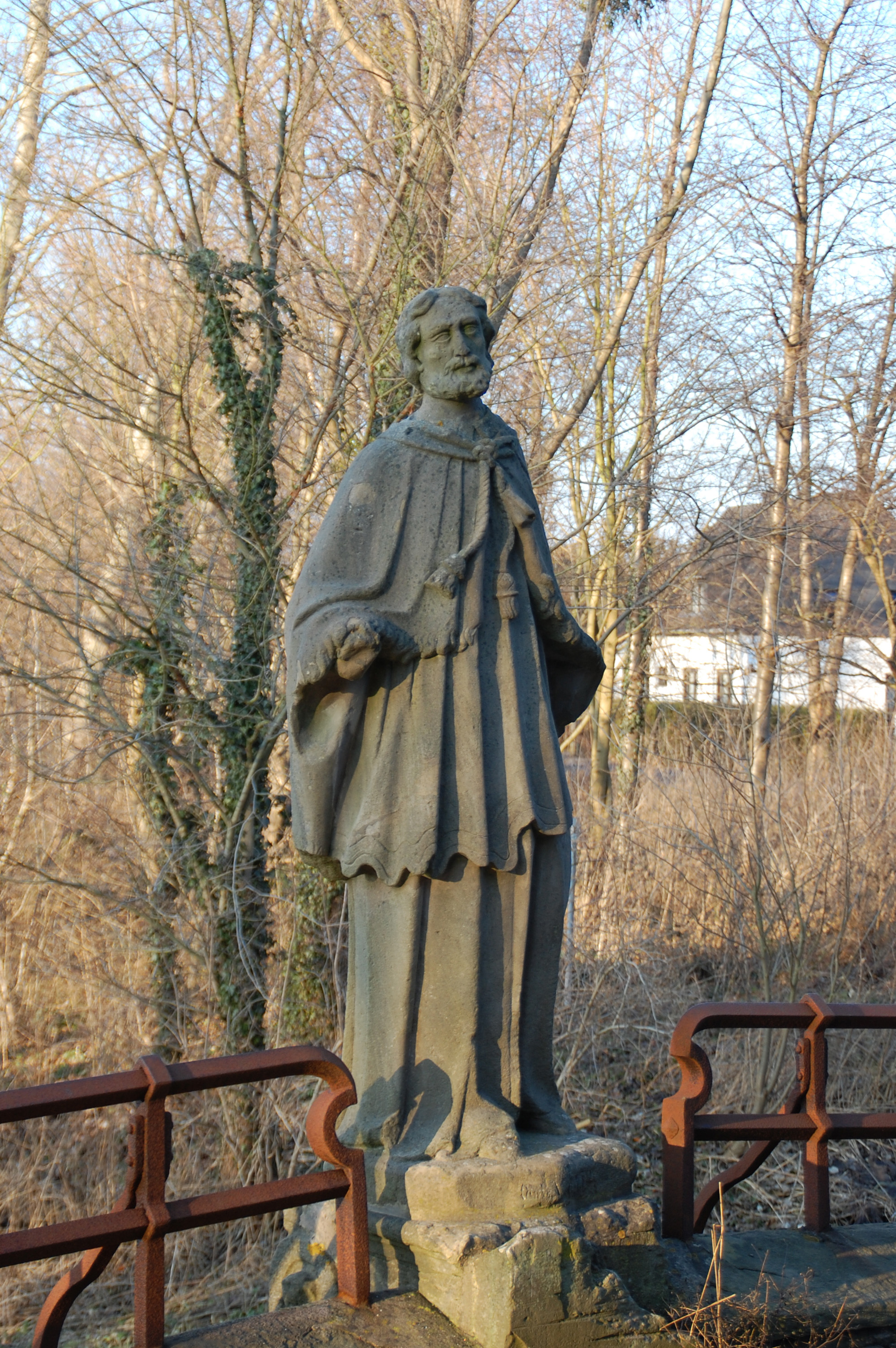
Statue des heiligen Johannes von Nepomuk auf der Johannisbrücke

Gymnich war bis zum 31. März 2018 auf 4828 Einwohner angewachsen. Ortsbürgermeister in der Ratsperiode 2020–2025 ist Patrick Morgen.
Durch die VRS-Buslinie 920 der Rhein-Erft-Verkehrsgesellschaft von Erftstadt Bahnhof über Lechenich bis Kerpen–Horrem mit Bahnanschluss nach Köln und Aachen ist Gymnich an das überörtliche Verkehrsnetz angebunden. Zusätzlich verkehren einzelne Fahrten der auf die Schülerbeförderung ausgerichteten Linie 974 und ein Anruf-Sammel-Taxi.
| Linie | Verlauf                                                                                                |
| ----- | --- |
| 789   | AST-Verkehr: Anrufsammeltaxi Erftstadt / Hürth-Hermülheim                                              |
| 920   | Erftstadt Bf – Liblar – Lechenich – Konradsheim – Dirmerzheim – Gymnich – Kerpen – Sindorf – Horrem Bf |
| 974   | Stadtverkehr Erftstadt                                                                                 |

Die nächste Autobahnanschlussstelle ist Erftstadt-Gymnich an der A 61.
Gymnich hat noch eine gute Grundversorgung. In der Ortsmitte befinden sich Arztpraxen und eine Apotheke, Bäckerei, Metzgerei, Banken, eine Postagentur und ein Lebensmittelgeschäft. Im Süden der Ortschaft haben sich ein Supermarkt, eine Tankstelle und Handwerkerbetriebe angesiedelt.
Im Ort gibt es zwei Kindertagesstätten, eine städtische und eine in Trägerschaft der Pfarrgemeinde St. Kunibert.
Die Gymnicher Grundschule wird von Kindern des Ortes, dem benachbarten Dirmerzheim sowie von Kindern aus Mellerhöfe besucht. Die älteren Schüler besuchen fast alle die weiterführenden Schulen in Lechenich, Kerpen oder Weilerswist.
Die Sportanlagen mit Fußballplatz und Tennisplätzen liegen in der Nähe der Schule.

### Vereinsleben
Unter den Vereinen spielen die St. Sebastianus Bruderschaft und die 1848 im Revolutionsjahr entstandene St. Kunibertus-Schützengesellschaft mit ihren örtlichen Veranstaltungen eine große Rolle. Das 1970 gegründete symphonische Flötenorchester „Gut Klang“ Erftstadt e. V. ist ebenfalls in Gymnich beheimatet. Es erhielt 2008 den Kulturpreis des Rhein-Erft-Kreises und wurde 2010, 2013, 2016 und 2019 Deutscher Meister in der Bundesvereinigung Deutscher Musikverbände (BDMV). Im Jahre 2016 erhielt das Orchester den höchsten Preis der Stadt Erftstadt, die Carl-Schurz-Medaille. Im Sport ist unter anderen der 1909 gegründete Sportverein SV Erfa 09 e. V. Gymnich („Erfa“ abgeleitet von Erft-Auen) mit Angeboten im Fußball, American Football und Breitensport tätig. Die erst in der Saison 2018/19 neugegründete 3. Fußball-Herrenmannschaft stieg aus der Kreisliga D mit 144 geschossenen Toren in die Kreisliga C auf.

### Gymnicher Ritt
Jährlich findet an Christi Himmelfahrt der Gymnicher Ritt statt. Die überregional bekannte Veranstaltung ist eine Prozession durch die Ortschaft selbst und die Felder der Umgebung. An dieser beteiligen sich eine große Anzahl Reiter und Fußgängergruppen. Nach der Prozession besuchen Teilnehmer und Schaulustige die vielen auf der Hauptstraße verteilten Stände sowie die auf dem Pater-Kentenich-Platz veranstaltete Kirmes.
Der Gymnicher Ritt wurde 1925 nach dem Vorbild süddeutscher Reiterprozessionen durch Vikar Joseph Weissenfeld neu organisiert und ausgestaltet. Er führte ihn auf den Aachener Schultheißen Arnold von Gimmenich zurück, der am Kreuzzug von Damiette (1217–1221) teilnahm und diesen Ritt durch ein Gelöbnis initiiert haben soll.
Dieses heute als legendär bezeichnetes Gelöbnis wurde durch Vikar Weissenfeld überliefert:
Ritter Arnold von Gymnich geriet in der Nähe der ägyptischen Hafenstadt Damiette mit seinem Pferd in einen Sumpf, aus dem er sich aus eigener Kraft nicht befreien konnte. Da gelobte er für den Fall seiner Rettung, er und seine Nachfahren würden jährlich einen Ritt rund um Gymnich abhalten. Ein plötzlich auffliegendes Schilfhuhn erschreckte sein Pferd so sehr, dass es sich aufbäumte und wieder festen Boden gewann.

### Gymnicher Mühle

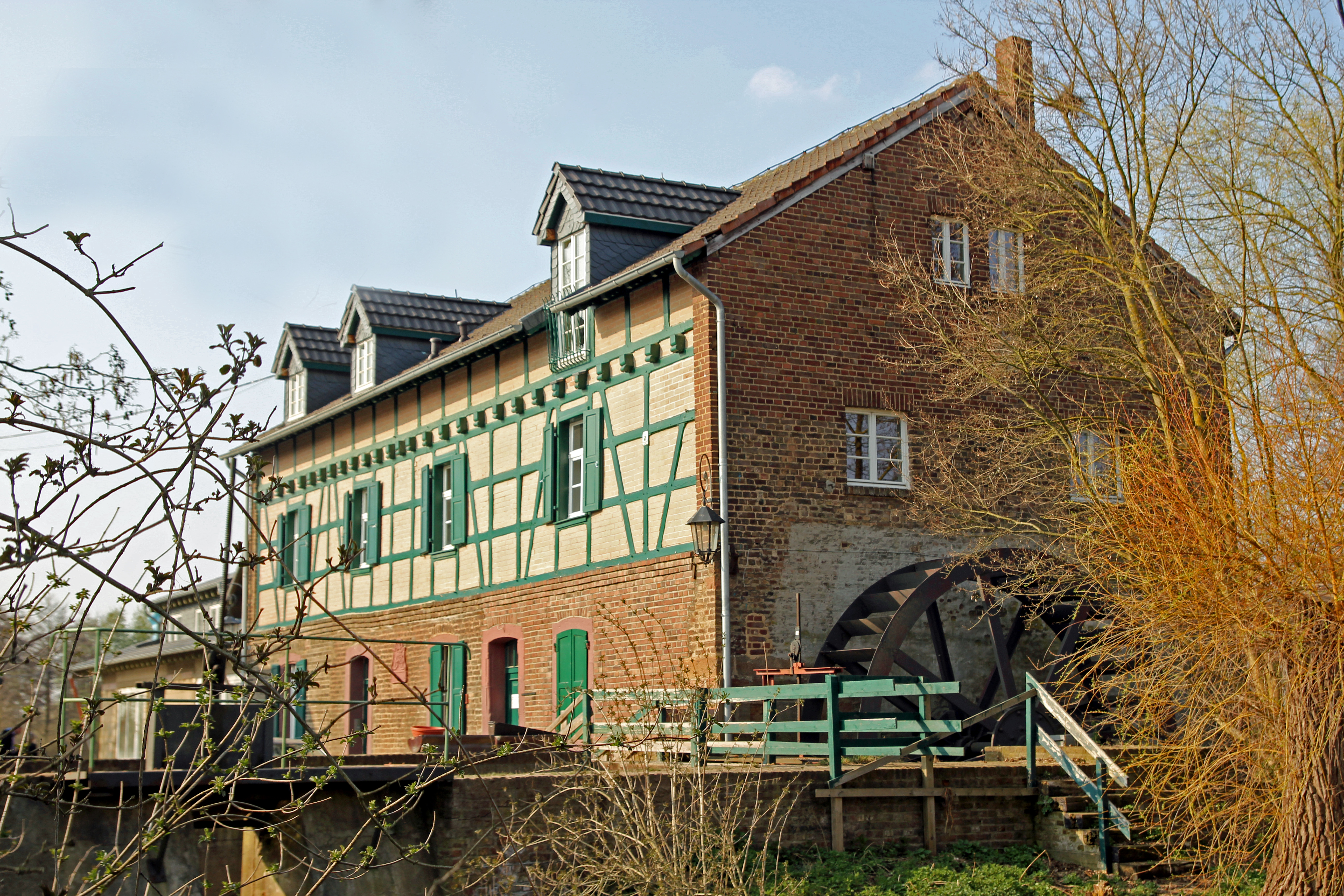
Gymnicher Mühle

Die außerhalb des Ortes gelegene Gymnicher Mühle, die jahrhundertelang im Besitz der Herren von Gymnich und ihrer Erben war, ist seit 2005 Eigentum des Mühlenverbandes Rhein-Erft-Rur. Sie wurde restauriert und mit dem eingerichteten Rheinischen Mühlendokumentationszentrum (RMDZ) in den geplanten Landschaftspark „Erftaue eingebunden“.

### Treffen der EU-Außenminister
Der Ortsteil beziehungsweise das Schloss ist auch Namensgeber des halbjährlichen informellen Treffens der Außenminister der Europäischen Union, das erstmals im Jahr 1974 auf Schloss Gymnich stattfand. Im diplomatischen Sprachgebrauch ist seitdem der Begriff „Gymnich-style meeting“ ein fester Begriff. Auch außerhalb der Diplomatie wird zunehmend vom Gymnich-Treffen gesprochen, wenn es um ein informelles Treffen der EU-Außenminister geht.

## Sehenswürdigkeiten

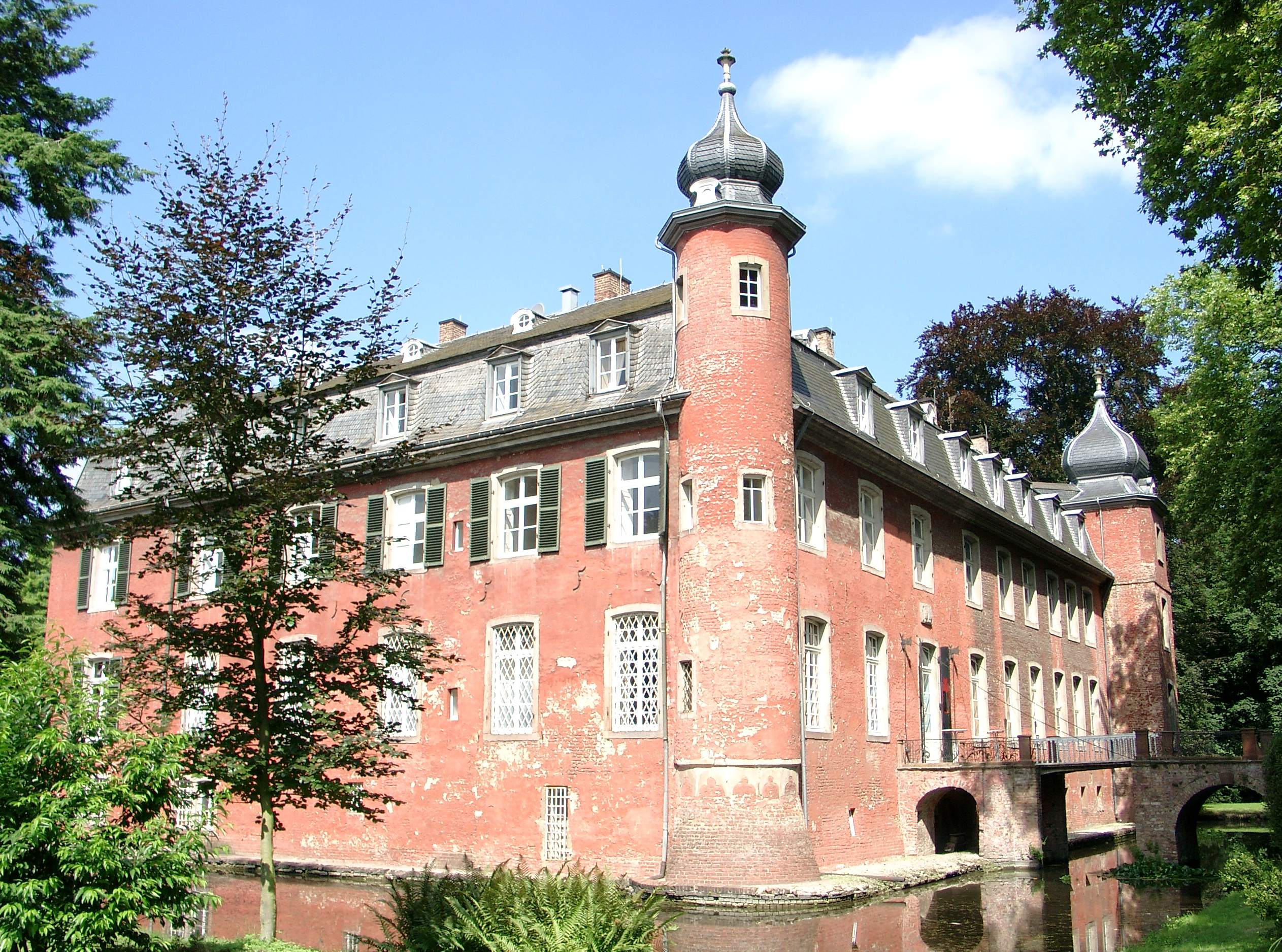
Schloss Gymnich

Aufgrund der historischen Bebauung ist Gymnich geprägt von mehreren Hofanlagen und historischen Gebäuden in den Straßen beiderseits der Gymnicher Hauptstraße. Hinzu kommen klerikale Bauwerke wie die Dorfkirche St. Kunibert mit ihrer barocken Ausstattung, der Missionskapelle und den Grabsteinen des alten Kirchhofs, das ehemalige Josefkloster und das Geburtshaus von Pater Josef Kentenich.
Weitere bedeutende und als Denkmäler geschützte Gebäude sind das Schloss Gymnich, das zeitweilig Gästehaus der Bundesregierung und Wohnsitz der Kelly Family war, die Schützenhalle und die Gymnicher Mühle. Der zentrale Friedhof und auch der Jüdische Friedhof am nördlichen Ortsausgang stellen gemeinsam mit dem alten Kirchhof die Begräbnisstätten im Ort dar, eine Kriegsgräberstätte mit Mahnmal befindet sich Am Plexer.
Hinzu kommen als Sehenswürdigkeiten zahlreiche Wege- und Hofkreuze, eine Mariensäule, der Bildstock Fußfällchen und die Johannisbrücke mit der Statue des Brückenheiligen Johannes von Nepomuk an der Balkhausener Straße.

## Persönlichkeiten
- Carl Otto Ludwig Theodat von und zu Gymnich (1715–1785), Hofratspräsident und Erster Staatsminister am Kurfürstlichen Hof zu Bonn
- Johann Reiner Stupp (1767–1825), Jurist und Professor an der Universität Bonn
- Max Ittenbach (1831–1908), preußischer Staatsanwalt, Regierungsoberrat und Politiker
- Josef Kentenich (1885–1968), Gründer der internationalen Schönstatt-Bewegung
- Matthias Weber (1928–2006), deutscher Wirtschaftswissenschaftler
- Joseph Weissenfeld (1883–1968), Vikar in Gymnich 1910–1936, Neugestalter des Gymnicher Ritts
- Hennes Weisweiler (1919–1983). Der erfolgreiche Fußballtrainer wurde in Lechenich geboren, hat aber seine familiären Wurzeln in Gymnich. Bevor er bei Borussia Mönchengladbach und beim 1. FC Köln zu nationalem und internationalem Ruhm kam, trainierte er in den Nachkriegsjahren die Gymnicher „Erfa“. Die Bezahlung erfolgte nach glaubhaften Überlieferungen zeitgemäß in Naturalien: Kartoffeln, Eier und Speck.